# 조선민주주의인민공화국 화학건재공업성
조선민주주의인민공화국 화학건재공업성(化學建材工業省) 또는 조선민주주의인민공화국 화학건재성(化學建材省)은 조선민주주의인민공화국의 내각 중앙 행정기관으로, 화학 산업, 군용 화약류, 화학 약품 제조 및 가공, 품질 관리 등의 업무를 관장한다. 1951년 7월 27일 화학공업성의 사무와 건설성의 건설 자재, 품질검수 사무를 일부 이관, 설치되었다.

## 연혁
- 1948년 9월 2일 화학공업성 설치
- 1951년 7월 27일 화학건재공업성 설치
- 1955년 1월 화학 약품분야 업무는 화학공업성으로 분리
- 1957년 9월 20일 해체

## 산하 조직
- 순천화학비료공장
- 평양화학건재공장

## 역대 상, 부상

### 역대 화학건재공업상
- 정준택(鄭準澤) 1954년 3월 ~ 1955년 1월

## 같이 보기
- 화학공업성
- 건설건재공업성
- 금속화학공업성